# مهاب سمير
مهاب سمير (مواليد 6 يونيو 1995) هو مبارز مصري. مثّل بلاده في الألعاب الأولمبية الصيفية 2020 في طوكيو.

## طوكيو 2020
| الرياضيّ   | الحدث              | دور الـ64     | دور الـ32                | دور الـ16     | ربع النهائي   | نصف النهائي   | النهائي / م.ب. | النهائي / م.ب. |
| الرياضيّ   | الحدث              | الخصم النتيجة | الخصم النتيجة            | الخصم النتيجة | الخصم النتيجة | الخصم النتيجة | الخصم النتيجة  | الترتيب        |
| --------- | ------------------ | ------------- | ------------------------ | ------------- | ------------- | ------------- | -------------- | -------------- |
| مهاب سمير | السيف العربي فردي ‏ | –             | Bazadze (جورجيا) خ 10–15 | لم يتأهل      | لم يتأهل      | لم يتأهل      | لم يتأهل       | لم يتأهل       |